# Pyritterrasse
Die Pyritterrasse ist eine Terrasse im ostantarktischen Viktorialand. In der Explorers Range der Bowers Mountains liegt sie an der Nordostseite des Frolow-Rückens.
Wissenschaftler der deutschen Expedition GANOVEX I (1979–1980) benannten sie. Namensgebend ist das hier gefundene Mineral Pyrit.